# Leichtathletik-Europameisterschaften 1986/100 m der Männer

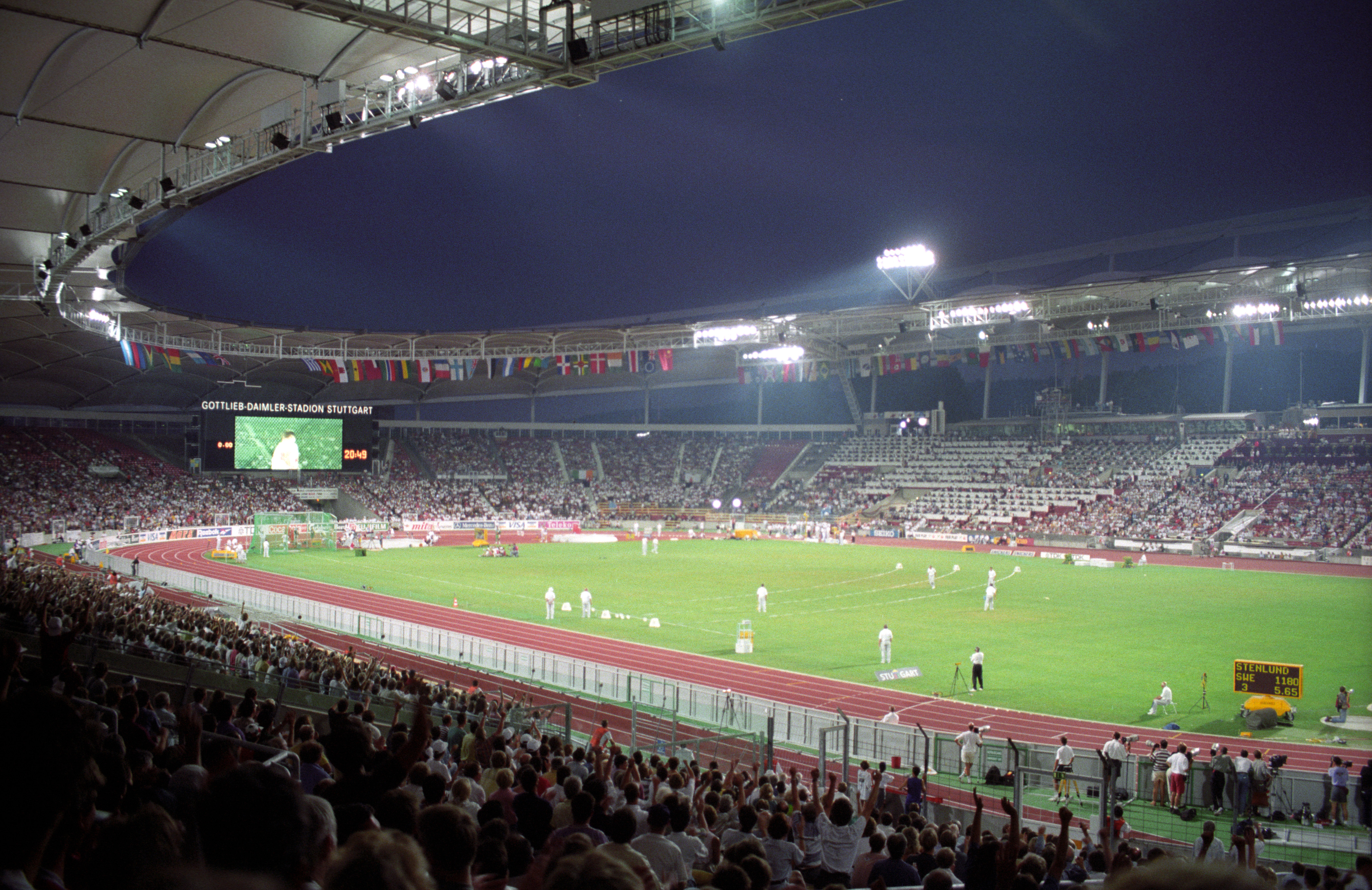
Das Stuttgarter Neckarstadion (heute MHPArena) bei den Leichtathletik-Weltmeisterschaften 1993

Der 100-Meter-Lauf der Männer bei den Leichtathletik-Europameisterschaften 1986 wurde am 26. und 27. August 1986 im Stuttgarter Neckarstadion ausgetragen.
Europameister wurde der Brite Linford Christie. Er gewann vor dem DDR-Sprinter Steffen Bringmann. Der Franzose Bruno Marie-Rose errang die Bronzemedaille.

## Rekorde

### Bestehende Rekorde
| Weltrekord           | 09,93 s | Calvin Smith   | Colorado Springs, USA     | 3. Juli 1983    |
| Europarekord         | 10,00 s | Marian Woronin | Warschau, Polen           | 9. Juni 1984    |
| Meisterschaftsrekord | 10,19 s | Pietro Mennea  | EM Prag, Tschechoslowakei | 29. August 1978 |

### Rekordverbesserungen
Der bestehende EM-Rekord wurde zwei Mal verbessert:
- 10,16 s – Steffen Bringmann (DDR), 1. Halbfinale am 27. August bei einem Rückenwind von 1,5 m/s
- 10,15 s – Linford Christie (Großbritannien) Finale am 27. August bei einem Gegenwind von 0,1 m/s

## Legende
Kurze Übersicht zur Bedeutung der Symbolik – so üblicherweise auch in sonstigen Veröffentlichungen verwendet:
| CR  | Championshiprekord                       |
| DNF | Wettkampf nicht beendet (did not finish) |

## Vorrunde
26. August 1986, 20:20 Uhr
Die Vorrunde wurde in fünf Läufen durchgeführt. Die ersten drei Athleten pro Lauf – hellblau unterlegt – sowie der darüber hinaus zeitschnellste Läufer – hellgrün unterlegt – qualifizierten sich für das Halbfinale.

### Vorlauf 1
Wind: −1,5 m/s
| Platz | Name              | Nation         | Zeit (s) |
| ----- | ----------------- | -------------- | -------- |
| 1     | Allan Wells       | Großbritannien | 10,31    |
| 2     | Antoine Richard   | Frankreich     | 10,38    |
| 3     | Christian Haas    | BR Deutschland | 10,38    |
| 4     | Wladimir Murawjow | Sowjetunion    | 10,39    |
| 5     | Einar Sagli       | Norwegen       | 10,65    |
| 6     | Luís Cunha        | Portugal       | 10,74    |
| 7     | Aris Cefai        | Malta          | 11,56    |

### Vorlauf 2
Wind: −0,7 m/s
| Platz | Name               | Nation      | Zeit (s) |
| ----- | ------------------ | ----------- | -------- |
| 1     | Steffen Bringmann  | DDR         | 10,34    |
| 2     | Nikolai Juschmanow | Sowjetunion | 10,38    |
| 3     | Andreas Berger     | Österreich  | 10,50    |
| 4     | Antonio Ullo       | Italien     | 10,54    |
| 5     | István Tatár       | Ungarn      | 10,60    |
| 6     | Pedro Agostinho    | Portugal    | 10,75    |

### Vorlauf 3

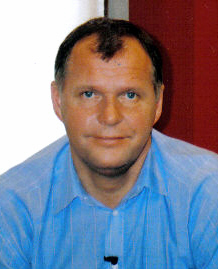
Der EM-Dritte von 1982 und Europarekordinhaber Marian Woronin erreichte in seinem Vorlauf nicht das Ziel

Wind: −0,8 m/s
| Platz | Name              | Nation         | Zeit (s) |
| ----- | ----------------- | -------------- | -------- |
| 1     | Attila Kovács     | Ungarn         | 10,32    |
| 2     | Thomas Schröder   | DDR            | 10,33    |
| 3     | Jürgen Evers      | BR Deutschland | 10,36    |
| 4     | Gilles Quenéhervé | Frankreich     | 10,56    |
| 5     | Lars Pedersen     | Dänemark       | 10,85    |
| DNF   | Marian Woronin    | Polen          |          |

### Vorlauf 4
Wind: −1,6 m/s
| Platz | Name                 | Nation         | Zeit (s) |
| ----- | -------------------- | -------------- | -------- |
| 1     | Wiktor Bryshin       | Sowjetunion    | 10,35    |
| 2     | José Javier Arqués   | Spanien        | 10,44    |
| 3     | Mike McFarlane       | Großbritannien | 10,48    |
| 4     | Matthias Schlicht    | BR Deutschland | 10,56    |
| 5     | Christian Mark       | Österreich     | 10,66    |
| 6     | Odd Erik Kristiansen | Norwegen       | 10,80    |
| 7     | Phil Snoddy          | Irland         | 10,88    |

### Vorlauf 5
Wind: −1,0 m/s
| Platz | Name              | Nation         | Zeit (s) |
| ----- | ----------------- | -------------- | -------- |
| 1     | Linford Christie  | Großbritannien | 10,25    |
| 2     | Bruno Marie-Rose  | Frankreich     | 10,29    |
| 3     | Ronald Desruelles | Belgien        | 10,41    |
| 4     | Kosmas Stratos    | Griechenland   | 10,57    |
| 5     | Arnaldo Abrantes  | Portugal       | 10,61    |
| 6     | Morten Kjems      | Dänemark       | 10,78    |
| 7     | Markus Büchel     | Liechtenstein  | 11,03    |

## Halbfinale
27. August 1986, 18:45 Uhr
Für die Berechtigung zur Finalteilnahme war festgelegt, dass sich die jeweils ersten vier Athleten aus den beiden Halbfinalläufen für den Endlauf qualifizierten würden. Im zweiten Halbfinale platzierten sich dann zwei Sprinter zeitgleich auf dem gemeinsamen vierten Platz. Beide wurden zum Finale zugelassen, sodass circa eineinhalb Stunden später neun Teilnehmer den Endlauf bestritten. Die aus den beiden Halbfinals qualifizierten Läufer sind in der nachfolgenden Ergebnisübersicht hellblau unterlegt.

### Lauf 1
Wind: +1,5 m/s
| Platz | Name              | Nation         | Zeit (s) |
| ----- | ----------------- | -------------- | -------- |
| 1     | Steffen Bringmann | DDR            | 10,16 CR |
| 2     | Bruno Marie-Rose  | Frankreich     | 10,18    |
| 3     | Allan Wells       | Großbritannien | 10,22    |
| 4     | Wiktor Bryshin    | Sowjetunion    | 10,23    |
| 5     | Christian Haas    | BR Deutschland | 10,27    |
| 6     | Wladimir Murawjow | Sowjetunion    | 10,31    |
| 7     | Ronald Desruelles | Belgien        | 10,43    |
| 8     | Andreas Berger    | Österreich     | 10,45    |

### Lauf 2
Wind: +2,1 m/s
| Platz | Name               | Nation         | Zeit (s) |
| ----- | ------------------ | -------------- | -------- |
| 1     | Linford Christie   | Großbritannien | 10,19    |
| 2     | Attila Kovács      | Ungarn         | 10,26    |
| 3     | Thomas Schröder    | DDR            | 10,28    |
| 4     | Antoine Richard    | Frankreich     | 10,29    |
| 4     | Mike McFarlane     | Großbritannien | 10,29    |
| 6     | Jürgen Evers       | BR Deutschland | 10,33    |
| 7     | Nikolai Juschmanow | Sowjetunion    | 10,49    |
| 8     | José Javier Arqués | Spanien        | 10,54    |

## Finale

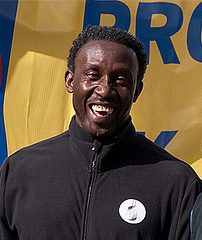
Europameister Linford Christie

27. August 1986, 20:20 Uhr
Wind: −0,1 m/s
| Platz | Name              | Nation         | Zeit (s) |
| ----- | ----------------- | -------------- | -------- |
| 1     | Linford Christie  | Großbritannien | 10,15 CR |
| 2     | Steffen Bringmann | DDR            | 10,20    |
| 3     | Bruno Marie-Rose  | Frankreich     | 10,21    |
| 4     | Thomas Schröder   | DDR            | 10,24    |
| 5     | Allan Wells       | Großbritannien | 10,25    |
| 6     | Mike McFarlane    | Großbritannien | 10,29    |
| 7     | Attila Kovács     | Ungarn         | 10,31    |
| 8     | Antoine Richard   | Frankreich     | 10,34    |
| 9     | Wiktor Bryshin    | Sowjetunion    | 10,38    |

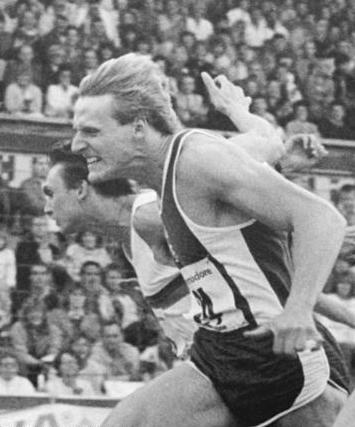
Vizeeuropameister Steffen Bringmann
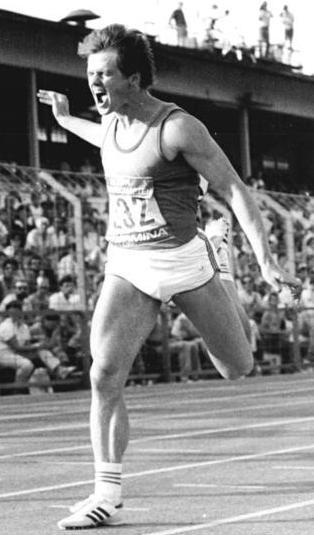
Thomas Schröder kam wie zwei Tage darauf über 200 Meter auf den vierten Platz
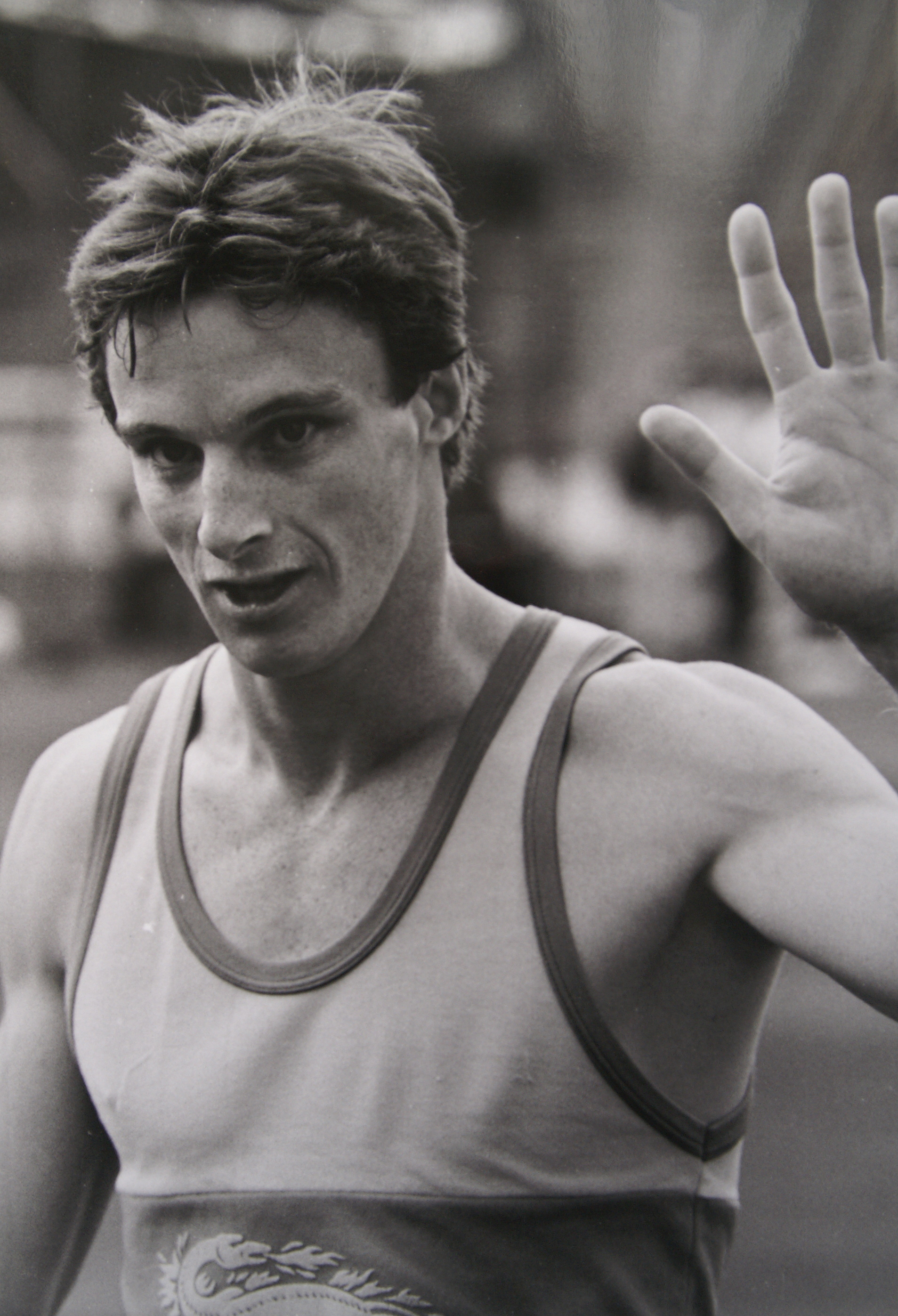
Antoine Richard belegte Rang acht

## Video
- 1986 European Athletics Champs mens 100m Final, veröffentlicht am 9. Februar 2008 auf youtube.com (englisch), abgerufen am 31. August 2019